# Yudania Hernández Estévez
Yudania Hernández Estévez (L'Havana, Cuba, 13 de setembre de 1973) és una jugadora d'escacs cubanoespanyola, que té el títol de Mestre Internacional Femení des de 1995. El 2014 la FIDE li va atorgar el títol de FIDE Trainer, el segon màxim títol d'entrenador internacional.
Actualment viu a Ponteareas, Pontevedra, i està casada amb el GM Zenón Franco.
A la llista d'Elo de la FIDE del desembre de 2021, hi tenia un Elo de 2183 punts, cosa que en feia la jugadora número 646 (en actiu) d'Espanya. El seu màxim Elo va ser de 2332 punts, a la llista d'octubre de 2000.

## Resultats destacats en competició
Va guanyar el campionat de Cuba juvenil femení els anys 1992 i 1993, i es proclamà campiona de Cuba femenina de Cuba el 1994.
Fou dues vegades campiona d'Espanya femenina, els anys 2001 i 2011, i va subcampiona en dues ocasions, els anys 1998 i 2002.
Va participar representant Cuba en les Olimpíades d'escacs en una ocasió i representant a Espanya en vuit ocasions els anys 1994, 1998, 2000, 2002, 2004, 2006, 2012 i 2014 i al Campionat d'Europa d'escacs per equips en cinc ocasions, el 1999, 2001, 2005, 2007 i 2011.
El 2015 es va convertir en la campiona femenina d'escacs ràpids d'Espanya a l'ésser la primera dona (lloc 23) en la classificació final del Campionat d'Espanya d'Escacs Ràpids.
El 2018 fou tercera al Campionat d'Espanya femení a Linares (la campiona fou Sabrina Vega).